# Efthimios Rentzias
Efthimios Rentzias (Trikala, Grecia, 11 de enero de 1976) es un exbaloncestista griego. Con 2,12 metros de altura, jugaba en la posición de pívot, aunque, por su tiro exterior efectivo y la rapidez de sus movimientos, jugaba en ocasiones en posiciones más alejadas del aro. Desarrolló una carrera como profesional que lo llevó por diversas ligas de baloncesto europeo y a la NBA. Representó a su país en diversas competiciones internacionales, incluyendo la Copa Mundial de Baloncesto y los Juegos Olímpicos de Verano. Se retiró en agosto de 2006, afectado por las lesiones que había padecido.

## Trayectoria
Rentzias aprendió a jugar al baloncesto en el club Danaos Trikalon, siendo más tarde reclutado por el PAOK Salónica BC. Debutó en la A1 Ethniki en 1993, consolidándose como uno de los jugadores griegos con mayor proyección a futuro de su época. En 1996 se presentó al Draft de la NBA, siendo seleccionado por los Denver Nuggets. Sin embargo continuó jugando en Europa.
Fue el Barcelona quién, pagando un costoso traspaso, consiguió ficharlo en 1997, cuando Rentzias sólo tenía 21 años. En septiembre de 1997 los Denver Nuggets traspasaron sus derechos en la NBA a Atlanta Hawks, también interesado en incorporarle. El plan del jugador griego, ya titular en la selección absoluta de Grecia, era jugar dos temporadas en España para posteriormente reubicarse en los Estados Unidos. Pero Rentzias se sintió muy conforme en su nuevo club, con el cual conquistó diversos títulos españoles y europeos, ganándose además el aprecio de la afición. Por ende retrasó su salto a la NBA, actuando cinco temporadas con el Barcelona.
Acabado su vínculo contractual con los barceloneses, Rentzias finalmente desembarcó en la NBA, firmando un contrato el 2 de julio de 2002 con los Philadelphia 76ers, equipo que había adquirido sus derechos de los Atlanta Hawks. De todos modos su experiencia en el baloncesto profesional estadounidense sería olvidable en lo personal, ya que contó con muy pocas oportunidades para jugar, debido a que el entrenador Larry Brown no lo integró a su sistema de juego.
Deprimido por la situación, optó por regresar a Europa, siendo fichado por el Fenerbahçe Ülkerspor de Turquía en agosto de 2003. Tras una temporada allí, continuó su carrera en el Montepascchi Siena de Italia.
Habiendo perdido definitivamente perdido el nivel que tenía como jugador antes de migrar a los Estados Unidos, Rentzias regresó a la Liga ACB española en agosto de 2005, contratado por el Fórum Valladolid. Sin embargo, debido a su bajo rendimiento, el club lo liberó en enero de 2006.
Aquella sería su última experiencia como jugador profesional de baloncesto. Luego de ello regresó a Grecia, donde trabajaría como un funcionario estatal encargado del área deportiva de la gobernación de Tesalia entre 2011 y 2019. Posteriormente se convirtió en dirigente de la Federación Helénica de Baloncesto. Asimismo se ha desempeñado como embajador de la NBA en su país.

## Selección nacional
Rentzias comandó al seleccionado juvenil griego en los EuroBasket Sub-16 de 1991 y de 1993, donde terminaron como subcampeones y campeones respectivamente. Posteriormente conquistó el Campeonato Mundial de Baloncesto Sub-19 de 1995 organizado en Atenas, siendo además elegido como el Jugador Más Valioso del torneo.
Con la selección absoluta debutó tempranamente en 1992. Disputó dos ediciones de la Copa Mundial de Baloncesto (1994 y 1998) y el torneo de baloncesto masculino de los Juegos Olímpicos de Atlanta 1996. Asimismo actuó en el Eurobasket en cuatro oportunidades: 1995, 1997, 2001 y 2003. 

## Palmarés

### Títulos internacionales de Selección
- Medalla de Oro en el Campeonato del Mundo Júnior de Atenas'1995, con la selección de Grecia Júnior.
- Medalla de Oro en el Eurobasket cadete de Ankara'1993, con la selección de Grecia Cadete.

### Títulos internacionales de Club
- 2 Copa Korac: 1993-1994, (PAOK Salónica BC) y  1998-1999, (FC Barcelona).

### Títulos nacionales de Club
- 2 Liga ACB: 1999 y 2001, con el FC Barcelona.
- 1 Copa del Rey de Baloncesto: 2000-2001, con el FC Barcelona.
- 1 Copa de Grecia: 1994-1995, con el PAOK Salónica BC.
- 1 Copa de Turquía: 2003-2004, con el Fenerbahçe Ülkerspor.

### Consideraciones personales
- Elegido "Mejor Jugador" del Campeonato del Mundo Júnior de Atenas'1995.
- Participante en el "All Star" de la Liga de Grecia de 1996.
- Elegido en el Draft de la NBA de 1996 por Denver Nuggets en la 1.ª ronda (n.º 23).

## Estadísticas de su carrera en la NBA

### Temporada regular
| Año     | Equipo       | PJ | PT | MPP | %TC | %3P | %TL | RPP | APP | ROB | TPP | PPP |
| ------- | ------------ | -- | -- | --- | --- | --- | --- | --- | --- | --- | --- | --- |
| 2002-03 | Philadelphia | 35 | 0  | 4.1 | 0.6 | 0.1 | 0.2 | 0.7 | 0.2 | 0.2 | 0.1 | 1.5 |
| Total   |              | 35 | 0  | 4.1 | 0.6 | 0.1 | 0.2 | 0.7 | 0.2 | 0.2 | 0.1 | 1.5 |